# Venus från Moravany

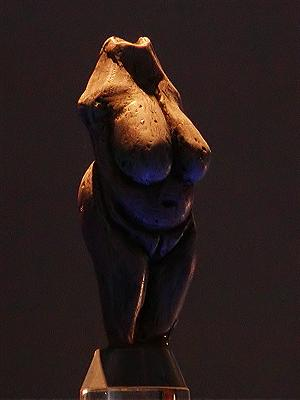
Venus från Moravany

Venus från Moravany är en venusfigurin från senpaleolitikum som upptäckts i Slovakien.
Venus från Moravany är gjord av mammutelfenben. Den upptäcktes 1938 i byn Moravany nad Váhom i Slovakien och bedöms vara omkring 23 000 år gammal.
Venus från Moravany finns i Slovakiska nationalmuseets utställning på Bratislava slott.